# Sanktionsnorm
Eine Sanktionsnorm (von lat. sanctio), auch als Strafbestimmung bekannt, ist eine sekundäre Rechtsnorm, aus der sich die rechtlichen Konsequenzen bei Verstoß gegen eine primäre Verhaltensnorm ergeben.
In der allgemeinen Rechtslehre ist mit einer Sanktion auch ein Akt der Rechtsetzung gemeint, der die Geltung eines Rechtssatzes bekräftigen und gewährleisten soll  wie die Pragmatische Sanktion im römischen Recht oder die Pragmatische Sanktion Kaiser Karls VI.
Im Völkerrecht bezeichnet man mit Sanktion eine Zwangsmaßnahme gegen ein Völkerrechtssubjekt, insbesondere zur Durchsetzung von Beschlüssen  des UN-Sicherheitsrats durch Wirtschaftssanktionen. Im Jahr 2000 kam es zu EU-Sanktionen gegen Österreich auf diplomatischer Ebene. Die konkreten Sanktionen ergeben sich im Einzelfall meist aus Sanktionslisten.
Sanktionsnormen gibt es im deutschen Zivil-, Straf- und öffentlichen Recht.

## Zivilrecht
Dem Anspruch des Gläubigers auf eine bestimmte Leistung steht im Zivilrecht die Verpflichtung des Schuldners gegenüber, die geschuldete Leistung zu erbringen. So ist beispielsweise beim Kaufvertrag nach § 433 Abs. 2 BGB der Käufer verpflichtet, die Kaufsache abzunehmen und zu bezahlen. Leistet der Schuldner nicht, so kann der Gläubiger dessen gerichtliche Verurteilung zur Leistung herbeiführen. Die Nichtleistung des Käufers wird durch dessen gerichtliche Verurteilung zur Zahlung sanktioniert.
Eine schuldhafte Pflichtverletzung verpflichtet zum Schadensersatz.

## Strafrecht
Eine Straf- oder Bußgeldvorschrift sanktioniert vorwerfbares menschliches Verhalten mit einer Strafe oder einem Bußgeld. Straf- und Bußgeldtatbestände unterliegen besonderen Anforderungen an die Bestimmtheit (Art. 103 Abs. 2 GG).

## Öffentliches Recht
Im Bereich der öffentlichen Verwaltung führt der Verstoß gegen gesetzliche Mitwirkungspflichten (§ 26 Abs. 2 Satz 1 VwVfG) zu unterschiedlichen Sanktionen. Im Steuerrecht  können bei Nichterfüllung z. B. die Besteuerungsgrundlagen geschätzt werden (§ 162 AO) oder es liegt sogar eine Ordnungswidrigkeit oder Straftat vor (Steuerhinterziehung, § 370 AO). Kommt der Betreffende seiner Mitwirkungspflicht im Sozialleistungsrecht nicht nach, kann unter bestimmten Voraussetzungen die beantragte Leistung versagt oder wieder entzogen werden (§ 66 SGB I). Die Sanktionen in der Grundsicherung für Arbeitssuchende (§ 31 ff. SGB II) sind seit ihrer Einführung im Jahre 2005 politisch umstritten.